# NS 1100 (elektrische locomotief)

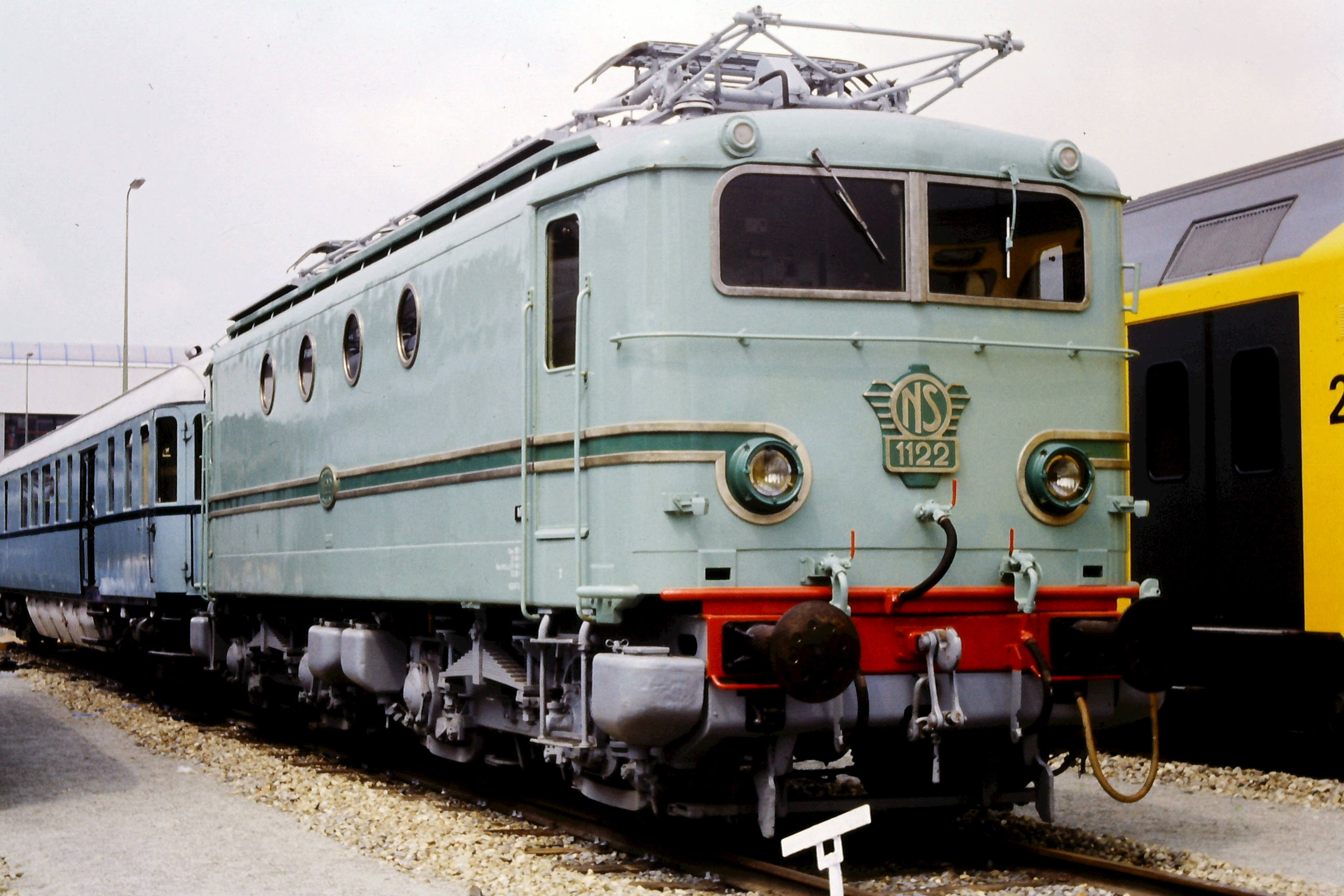
Turquoise museumloc 1122 (ex 1125) van het Nederlands Spoorwegmuseum; 1989.

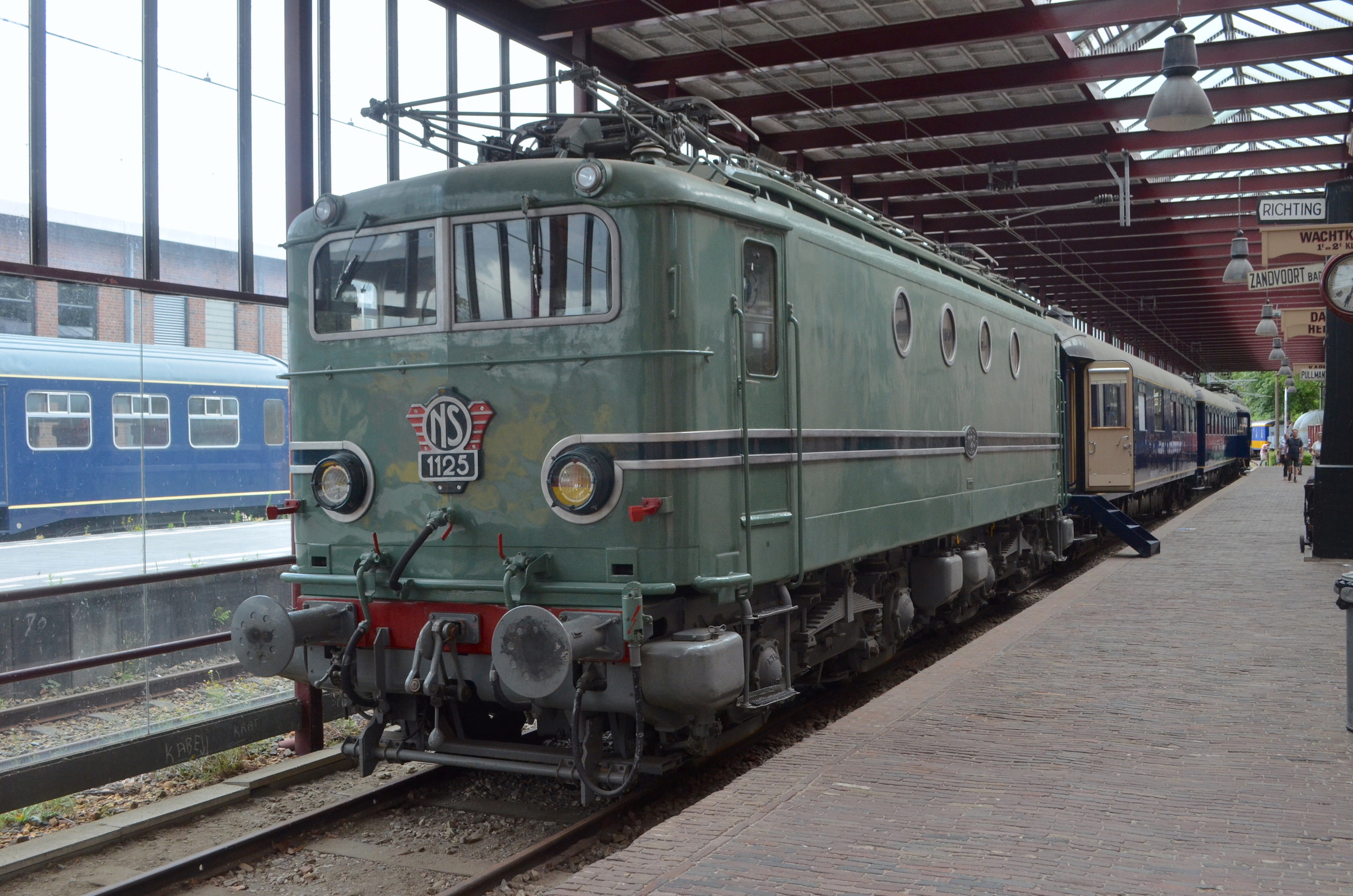
Loc NS 1125 in turquoise uitvoering in het Spoorwegmuseum te Utrecht; 2023.

De NS-locserie 1100 is een elektrische locomotief die tussen 1950 en 1999 werd ingezet door de Nederlandse Spoorwegen.
In de jaren na de Tweede Wereldoorlog werd het zwaar beschadigde spoorwegbedrijf opnieuw opgebouwd en aansluitend voor een groot deel geëlektrificeerd. Na de lijnen in het westen en midden van het land die al in de jaren dertig onder de draad waren gebracht, kwamen vanaf 1948 ook andere lijnen aan de beurt. Naast de aanschaf van stroomlijnmaterieel voor de reizigersdienst werden nu ook op grotere schaal elektrische locomotieven aangeschaft.
Na de beginperiode met gehuurde locomotieven uit Engeland en Frankrijk en de tien Zwitserse NS-locomotieven van de serie 1000, werden tussen 1950 en 1956 nog eens honderd elektrische locomotieven aangeschaft. Hiervan waren er 75 van Frans fabricaat en afgeleid van Franse locomotieven.
De NS-serie 1100 was gebaseerd op de vierassige SNCF-loc BB 8001 en de serie BB 8100. De eerste vijftig NS-locs en de eerste 136 Franse locs werden tussen 1948 en 1952 tegelijkertijd gebouwd door onder andere Alsthom te Belfort. Na nog een serie van 34 stuks voor de SNCF werden in 1956 nog tien locomotieven aan de NS nageleverd met de nummers 1151-1160. Locomotieven van dit type werden toen ook geleverd aan de spoorwegen in Marokko. Met het toenemende aantal geëlektrificeerde spoorlijnen werd in juli 1954 nog aan een vervolgbestelling van vijf stuks gedacht. Deze 1161-1165 zijn echter nimmer gebouwd.
De 1101-1150 werden afgeleverd in de nieuwe turkooise kleur die de NS in 1950 invoerde. Ook de tegelijkertijd afgeleverde rijtuigen Plan D kregen deze kleurstelling. Omdat het turkoois erg besmettelijk was (er reden nog stoomlocomotieven) werden de elektrische locs en de rijtuigen halverwege de jaren vijftig Pruisisch blauw geschilderd. De 1151-1160 werden in het Pruisisch blauw afgeleverd. In de jaren zeventig werd ook een groot aantal locs in de NS-huisstijlkleuren geel-grijs geschilderd. Doordat het stoot- en trekwerk aan de draaistellen was bevestigd en door de geringe lengte en korte afstand tussen de draaistellen liepen de locs soms zeer onrustig. Menig machinist is door dat schudden van zijn stoel geworpen. Door de jaren heen heeft men van alles geprobeerd om de rijeigenschappen te verbeteren.
De 1100-en waren ruim dertig jaar lang voor allerlei soorten treinen in het hele land aan te treffen. Vanaf de komst van de 1600-en in de jaren tachtig kwamen de 1100-en op het tweede plan.

## Ongevallen en 'botsneus'
De 1156 ging verloren bij een spoorwegongeval te Tilburg in 1961, waarbij ook loc 1006 aan zijn einde kwam. De 1131 verongelukte in het grootste spoorwegongeval in Nederland, bij Harmelen in 1962.
De 1129 kwam in 1978 bij Westervoort in botsing met een dieseltreinstel. Deze werd wel hersteld. Bij het herstel van de loc werd een langgekoesterde wens van de machinisten vervuld. Die voelden zich niet erg veilig achter die rechte voorkant. De platte neus werd uitgebreid met een kreukelzone in de vorm van een voorzetneus, de 'botsneus' (er werd geen beplating weggehaald), om zo bij botsingen meer bescherming aan de machinist te geven. Tot 1981 werden alle 58 locs zo aangepast.
Ook de 1141 ging verloren bij een spoorwegongeval, toen deze in 1986 bij Heeze ontspoorde.

## Buiten dienst
De komst van de dubbeldeksmotorwagens type mDDM in de jaren negentig maakte een deel van de vanaf 1991 geleverde locs van de serie 1700 vrij die op hun beurt de elektrische locomotieven uit de jaren vijftig vervingen. Zo gingen de laatste 1100-en buiten dienst in 1999, na bijna 50 jaar dienstgedaan te hebben.

## Museumlocs
De 1125 werd bij het spoorwegjubileum in 1989 grotendeels in de oorspronkelijke staat gebracht (zonder botsneus en turkoois geschilderd) en voorzien van locplaten met het nummer 1122 (omdat de echte 1122 de laatste was die ze kwijtraakte werden die bewaard). Deze loc is nu opgenomen in de collectie van het Spoorwegmuseum in Utrecht. Deze loc is begin 2016 na een revisie rijvaardig gemaakt. Hierbij zijn ook nieuw vervaardigde locplaten met het juiste nummer aangebracht.

#### Voorts zijn bewaard gebleven
- 1107 - Nederlands Spoorwegmuseum
- 1122 - Werkgroep loc 1501 / Stichting Klassieke Locomotieven
- 1125 - Nederlands Spoorwegmuseum
- 1136 - Stoomtrein Goes - Borsele
- 1145 - Stoomtrein Goes - Borsele;

#### Gebruikt als plukloc en gesloopt
- 1111 - Nederlands Spoorwegmuseum (eind oktober 2009 gesloopt met uitzondering van de draaistellen en de cabines); draaistellen bestemd voor de 1107

## Overzicht
| Nummer | In dienst | Uit dienst | Diversen                                                          | Afbeelding |
| ------ | --------- | ---------- | ----------------------------------------------------------------- | ---------- |
| 1101   | 1950      | 1996       | Gesloopt 1997                                                     |            |
| 1102   | 1950      | 1993       | Gesloopt 1997                                                     |            |
| 1103   | 1950      | 1994       | Gesloopt 1997                                                     |            |
| 1104   | 1950      | 1993       | Gesloopt 1997                                                     |            |
| 1105   | 1950      | 1994       | Gesloopt 1997                                                     |            |
| 1106   | 1951      | 1993       | Gesloopt 1997                                                     |            |
| 1107   | 1951      | 1999       | Eigendom Het Spoorwegmuseum, niet rijvaardig                      |            |
| 1108   | 1951      | 1997       | Gesloopt 1997                                                     |            |
| 1109   | 1951      | 1993       | Gesloopt 1997                                                     |            |
| 1110   | 1951      | 1998       | Gesloopt 2003                                                     |            |
| 1111   | 1951      | 1998       | Gesloopt 2009, was pluklok voor Het Spoorwegmuseum                |            |
| 1112   | 1951      | 1994       | Gesloopt 1997                                                     |            |
| 1113   | 1951      | 2003       | Gesloopt 2003                                                     |            |
| 1114   | 1951      | 1996       | Gesloopt 1997                                                     |            |
| 1115   | 1951      | 1999       | Gesloopt 2003                                                     |            |
| 1116   | 1951      | 1997       | Gesloopt 1997                                                     |            |
| 1117   | 1951      | 1998       | Gesloopt 2002                                                     |            |
| 1118   | 1951      | 1985       | Gesloopt 1989                                                     |            |
| 1119   | 1951      | 1995       | Gesloopt 1997                                                     |            |
| 1120   | 1951      | 1987       | Gesloopt 1992                                                     |            |
| 1121   | 1951      | 1986       | Gesloopt 1988                                                     |            |
| 1122   | 1951      | 1999       | Eigendom Stichting Klassieke Locomotieven, niet rijvaardig        |            |
| 1123   | 1951      | 1993       | Gesloopt 1997                                                     |            |
| 1124   | 1951      | 1996       | Gesloopt 1997                                                     |            |
| 1125   | 1951      | 1987       | Eigendom Het Spoorwegmuseum, rijvaardig                           |            |
| 1126   | 1951      | 1985       | Gesloopt 1989                                                     |            |
| 1127   | 1951      | 1998       | Gesloopt 2002                                                     |            |
| 1128   | 1951      | 1987       | Gesloopt 1988                                                     |            |
| 1129   | 1951      | 1993       | Gesloopt                                                          |            |
| 1130   | 1951      | 1993       | Gesloopt 1997                                                     |            |
| 1131   | 1951      | 1962       | Gesloopt na Treinramp bij Harmelen                                |            |
| 1132   | 1951      | 1999       | Gesloopt 2003                                                     |            |
| 1133   | 1951      | 1986       | Gesloopt 1987                                                     |            |
| 1134   | 1951      | 1995       | Gesloopt 1997                                                     |            |
| 1135   | 1951      | 1994       | Gesloopt 1997                                                     |            |
| 1136   | 1951      | 1999       | Eigendom Stoomtrein Goes - Borsele, niet rijvaardig               |            |
| 1137   | 1951      | 1991       | Gesloopt 1992                                                     |            |
| 1138   | 1951      | 1994       | Gesloopt 1997                                                     |            |
| 1139   | 1951      | 1991       | Gesloopt 1992                                                     |            |
| 1140   | 1952      | 1986       | Gesloopt 1987                                                     |            |
| 1141   | 1952      | 1986       | Gesloopt na ongeval in Heeze                                      |            |
| 1142   | 1952      | 1998       | Gesloopt 2003                                                     |            |
| 1143   | 1952      | 1991       | Gesloopt 1992                                                     |            |
| 1144   | 1952      | 1999       | Gesloopt 2003                                                     |            |
| 1145   | 1952      | 1999       | Was eigendom Stoomtrein Goes - Borsele, verkocht, niet rijvaardig |            |
| 1146   | 1952      | 1991       | Gesloopt 1992                                                     |            |
| 1147   | 1952      | 1998       | Gesloopt 2002                                                     |            |
| 1148   | 1952      | 1996       | Gesloopt 1997                                                     |            |
| 1149   | 1952      | 1997       | Gesloopt 2002                                                     |            |
| 1150   | 1952      | 1991       | Gesloopt 1991                                                     |            |
| 1151   | 1955      | 1992       | Gesloopt 1993                                                     |            |
| 1152   | 1955      | 1998       | Gesloopt 2003                                                     |            |
| 1153   | 1955      | 1993       | Gesloopt 1997                                                     |            |
| 1154   | 1956      | 1992       | Gesloopt 1997                                                     |            |
| 1155   | 1956      | 1992       | Gesloopt 1997                                                     |            |
| 1156   | 1956      | 1961       | Gesloopt na treinongeval Tilburg                                  |            |
| 1157   | 1956      | 1992       | Gesloopt 1997                                                     |            |
| 1158   | 1956      | 1993       | Gesloopt 1997                                                     |            |
| 1159   | 1956      | 1993       | Gesloopt 1997                                                     |            |
| 1160   | 1956      | 1997       | Gesloopt 2002                                                     |            |